# Falcon Entertainment
Falcon Entertainment (ook bekend als Falcon Studios) is een Amerikaanse producent van gay pornografie. De studio heeft zijn thuisbasis in San Francisco. Falcon Studios werd in 1971 opgericht door Chuck Holmes en is een van de bekendste studio's in deze branche. De eigenaren en managers van concurrerende studio's als Hot House Entertainment, Colt Studios, Channel 1 Releasing, Titan Media en Raging Stallion begonnen hun loopbaan bij Falcon.

## Producten
Falcon heeft gedurende zijn bestaan meer dan 400 pornografische films geproduceerd, die onder verschillende merknamen verschenen zijn:
- Falcon Studios - het vlaggenschip en de grootste website
- Jocks Studios - gericht op jongere modellen
- Mustang Studios - gericht op de wat rijpere modellen
- Massive Studios - gespecialiseerd in gespierde mannen
- Falcon International Collection - maakt films in Europa en richt zich daarbij op Europese (vaak Oost-Europese) modellen
- Alone With Series - interviewt masturberende modellen

Het bedrijf heeft een eigen website, waarop zijn eigen dvd's en seksspeeltjes verkrijgbaar zijn. De leden hebben ook de beschikking over video on demand en tevens is het mogelijk films te downloaden. Voorts biedt Falcon onder de werktitel Falcon TV live webcast-seksshows aan. In de webwinkel zijn dildo's verkrijgbaar die geheel afgemeten zijn op de penissen van modellen van Falcon.

## Geschiedenis
Tot en met 2004 was het bedrijf in handen van Conwest Resources Inc. Conwest was op zijn beurt weer in handen van de Charles Holmes Foundation, een liefdadigheidsorganisatie gevestigd in Portland, Oregon. De organisatie ondersteunt een groot aantal organisaties, waaronder groepen die de rechten van homo's, lesbiennes en transgenders wil beschermen. Ook worden organisaties ondersteund die mensen met hiv of aids proberen te helpen. In 2004 besloot het management van Falcon, dat samen het bedrijf 3Media oprichtte, het bedrijf van de organisatie te kopen. 3Media was opgericht door Terry Mahaffey en Todd Montgomery. De uitkoop werd geregeld omdat het management niet meer verder wilde als een non-profitorganisatie.
Mahaffey overleed in 2005 en Montgomery besloot in 2008 te vertrekken bij Falcon Studios. Steve Johnson is sindsdien directeur en hoofd uitvoering bij het bedrijf.

## Bekende regisseurs
- Paul Barresi
- Steve Cruz
- Chi Chi LaRue
- mr. Pam
- John Rutherford
- Steven Scarborough
- Chris Steele
- Matt Sterling alias Bill Clayton